# Олексіївка (Олексіївська сільська громада)
Олексі́ївка — село в Україні, центр Олексіївської сільської громади Лозівського району Харківської області.

## Назва
Назва села походить від фортеці святого Олексія поруч з якою воно виникло. Сама фортеця, названа російською імператрицею Анною Іванівною у 1738 році так на честь свого діда Олексія Михайловича, другого царя на московському престолі з династії Романових.
В різні часи село також носило назву Олексіївська фортеця, селище Олексіївське та слобода Олексіївка.

## Географія
Село Олексіївка знаходиться на обох берегах річки Берека, вище за течією на відстані 4 км розташоване село Берека, нижче за течією на відстані 3 км — село Зеленівка. На відстані 1 км розташоване село Севаш, за 3,5 км розташоване місто Первомайський. Через село проходить автомобільна дорога Т 2110. У селі Балка Генеральська, річка Безіменна, Балка Полковницька та Балка Барибіна впадають у річку Береку.

## Історія

### XVIII століття
До 1730 року місця, де зараз село Олексіївка, була диким ненаселеним степом, по якому нишпорили дикі звірі, та татарські вершники в пошуках здобичі. Указами від 6 і 27 квітня 1731 року наказано було будувати «лінію від Дніпра по Орелі до Устя Берестової» і на цю роботу призначені були, крім слобідських черкасів, до 20000 гетьманських козаків і їх підпомічників. У червні того ж року, за пропозицією генерал-майора Тараканова, завідував возведенням лінії, наказано "замість лінії, яка призначена була від річки Берестової до Зміївського Монастирю, вести лінію по зручності для фортець і поселення полків " по річці Береці.
Засноване 1731 року спорудженням Берецької (з 1738 року Олексіївської) фортеці, котра входила до Української оборонної лінії.
Указом від 19 березня 1736 року наказано заселити 18 фортець, розташованих на лінії по Самарі, Орелі, Береці до Сіверського Дінця та Ізюма. Мешканці російських губерній (Курської, Орловської, Тамбовської і Воронезької) оселили селище Олексіївське та інші. Для цих поселенців була побудована в селищі Олексіївці дерев'яна церква в ім'я Різдва Пресвятої Богородиці, не раніше 1735 року.
З 1763 року починаються метрики слободи Олексіївки, але вже не храму Різдва Пресвятої Богородиці, а Миколаївської церкві.
У 1781 році, з благословення Архієпископа Словенського і Херсонського Никифора, на місце згорівшого храму придбаний храм в слободі Яківлівці, а в 1782 році освячені були два престоли його: головний на честь Різдва Богородиці, і боковий в ім'я Святителя Миколая.

### XIX століття
У 1830 році, коли в цих місцях вперше з'явилася холера, місцеве духовенство і народ доручили себе заступництву Божої Матері. Особливо молилися перед іконою Руденської Божої Матері, носили при хресному ході Святу ікону Небесної Покровительки навколо селища та по будинкам. В усьому селищі, протягом трьох місяців, померло від холери не більше 10 чоловік, хоча хворих на холеру було багато.
У 1848 році, в один місяць липень, з 5985 осіб померло 500 осіб від холери і від цинги. В 1849 році, померло 300 осіб.
1848 рік запам'ятався надовго страшним неврожаєм, спекотним літом, пекучими вітрами, нестерпною посухою. В 1849 році померла велика частина худоби і від такого лиха багато господарів стали бідняками, а деякі родини були знищені.
За даними на 1864 рік у казеному селі, центрі Олексіївської волості Зміївського повіту, мешкало 3366 осіб (1684 чоловічої статі та 1682 — жіночої), налічувалось 489 дворових господарств, існували православна церква та станова квартира, відбувалось 4 ярмарки на рік.

### XX століття

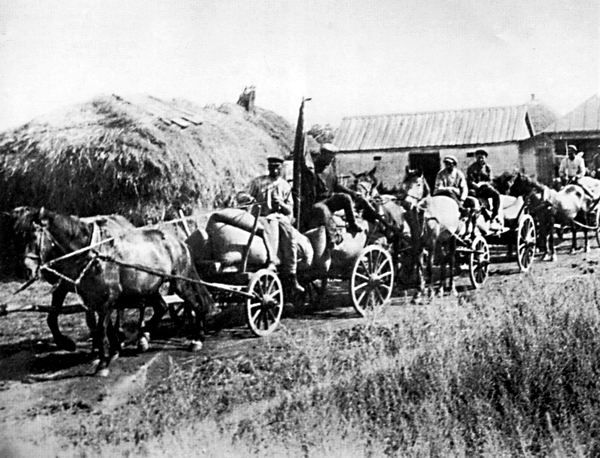
Виїзд червоної валки з хлібом колгоспу «Хвиля пролетарської революції» із села Олексіївка під час Голодомору 1932 року.

Станом на 1914 рік кількість мешканців села зросла до 6152 осіб.
З 1927 до 1947 року село Олексіївка було районним центром Олексіївського району Харківської області. У 1952 році районним центром стало село й залізнична станція Лихачове.
Під час організованого радянською владою Голодомору 1932—1933 років померло щонайменше 618 жителів села.

### XXI століття
14 грудня 2018 року була утворена Олексіївська сільська громада шляхом об'єднання Берецької, Верхньобишкинської, Єфремівської, Киселівської, Михайлівської, Олексіївської та Слобідської сільських рад Первомайського району з центром у селі Олексіївка.
Під час Російського вторгнення в Україну вранці 3 березня 2022 року в Олексіївці українські військові підірвали міст через річку Берека для унеможливлення просування російських військ, які рухалися в бік Первомайського. Під час вибуху було пошкоджено газогін високого та середнього тиску, а також лінія електропередачі 10 кВ
Того ж дня ввечері, близько 19 години, по селу Олексіївка було завдано авіаудару. Внаслідок цього було зруйновані 2 приватні житлові будинки, пошкоджені інші будівлі (вибиті шибки, пошкоджені дахи) та автівки. Постраждала 1 жінка, яку з травмами від уламків розбитого скла доставили до лікарні. Також поліцейські зібрали доказову базу злочину для передачі до Служби безпеки України..

## Економіка
- Молочно-товарна ферма.
- Піщаний кар'єр.

## Пам'ятки

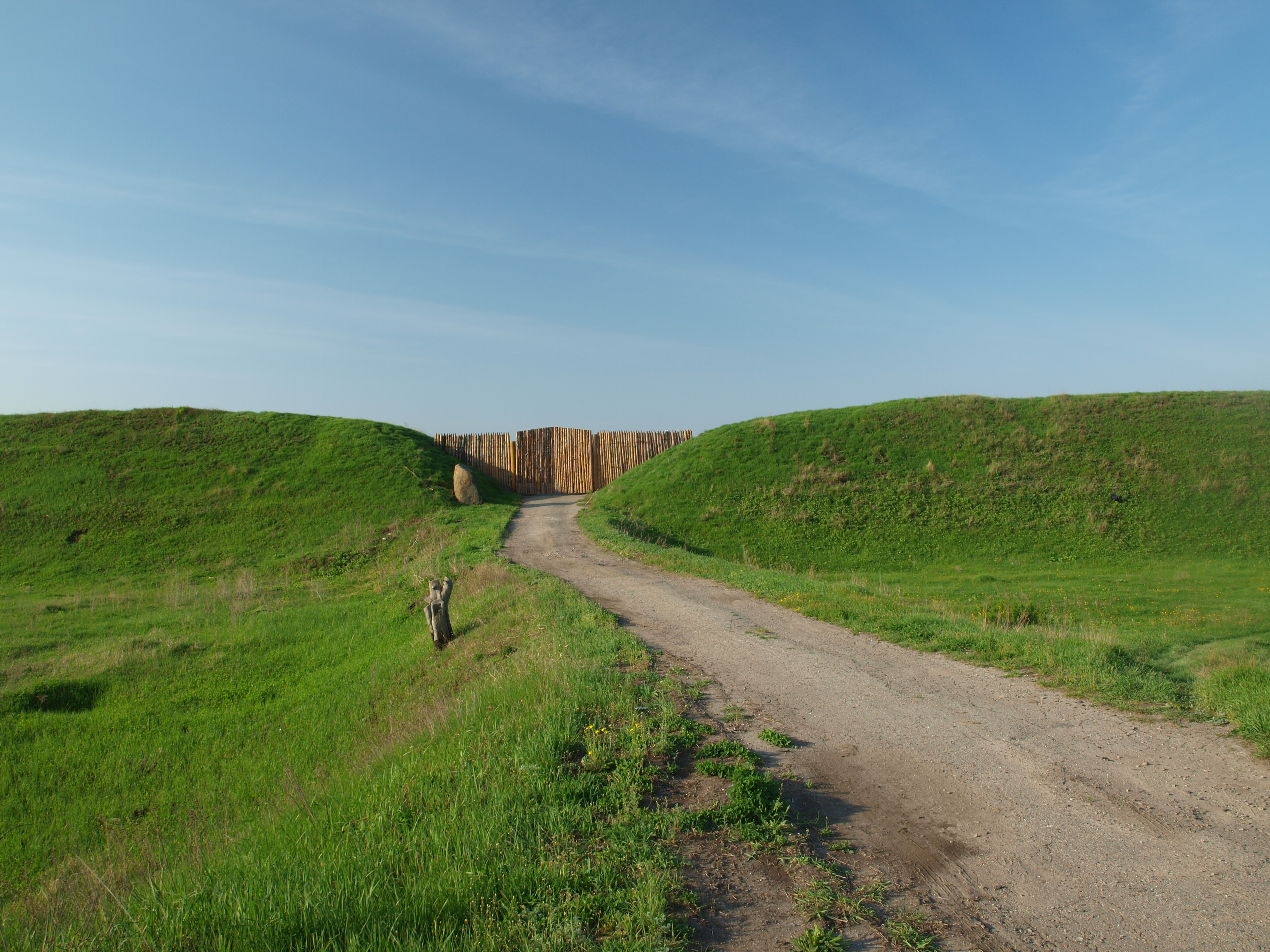
Олексіївська фортеця Української лінії

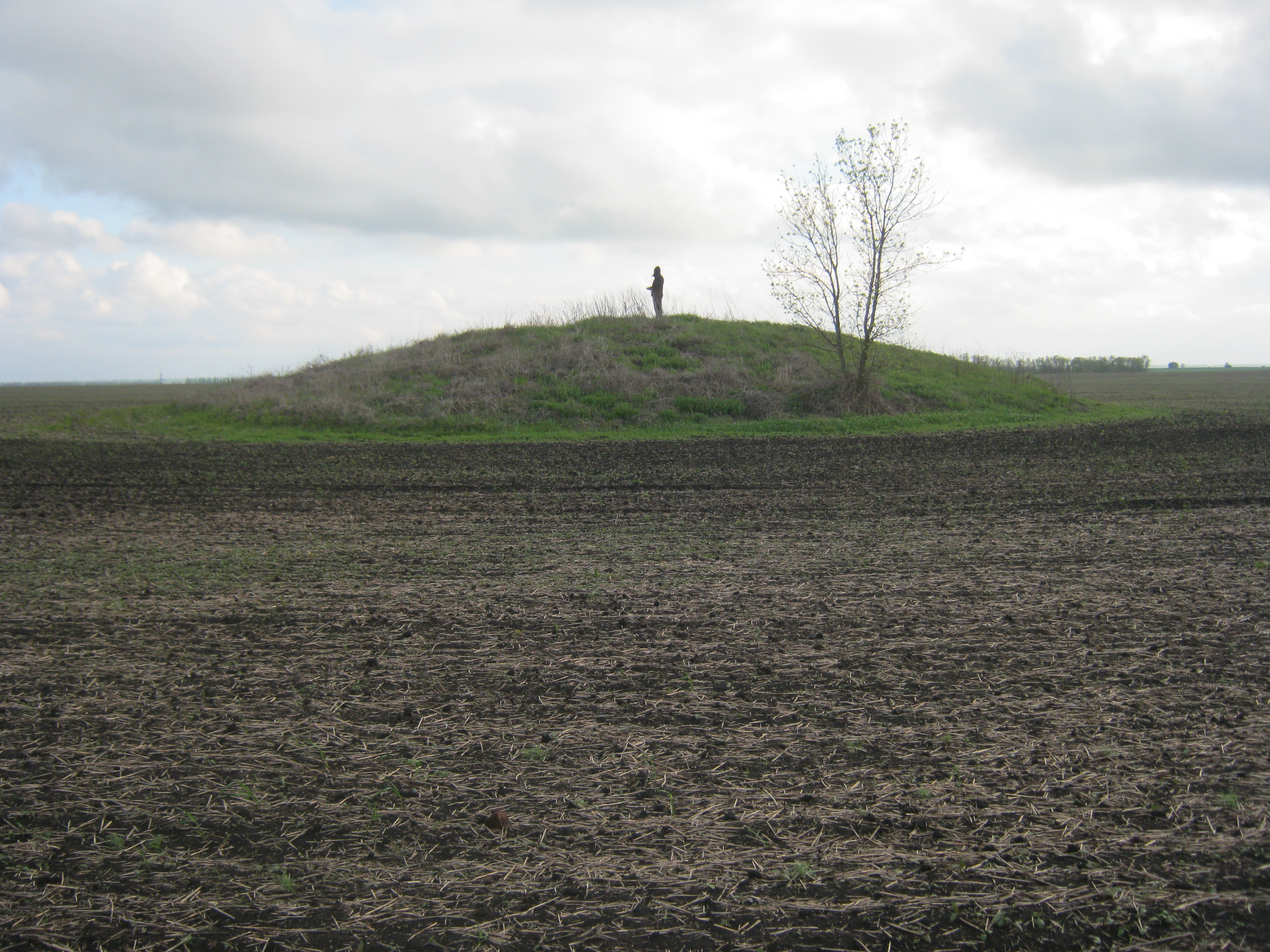
Кургани, розташовані на північ та на схід від села

- Добре збережена Олексіївська фортеця (первинна назва Берецька, в 1738 р. перейменована) Української лінії.

## Відомі люди
У селі народилися:
- Ермантраут Едуард Рудольфович — український вчений-агроном.
- Коротков Андрій Васильович (1902—1993) — український художник і педагог.
- Кутелія Іраклій Рубенович (1994—2015) — старший солдат Збройних сил України, учасник російсько-української війни.
- Оболенцев Роман Дмитрович — нафтохімік.
- Парамонов Андрій Федорович — український краєзнавець і журналіст, засновник і директор Харківського приватного музею міської садиби.
- Петров Василь Родіонович (1875—1937) — російський і радянський оперний співак (бас); народний артист РРФСР.
- Поляков Олексій Федорович (1929) — український лісівник.
- Леонід Іванович Попернацький (18 квітня 1940 - 2024) в с. Миронівка, музикант, композитор, член правління Творчої спілки АДЕМУ